# Jalali
Jalali è una suddivisione dell'India, classificata come nagar panchayat, di 17.451 abitanti, situata nel distretto di Aligarh, nello stato federato dell'Uttar Pradesh. In base al numero di abitanti la città rientra nella classe IV (da 10.000 a 19.999 persone).

## Geografia fisica
La città è situata a 27° 52' 0 N e 78° 16' 0 E e ha un'altitudine di 177 m s.l.m..

## Società

### Evoluzione demografica
Al censimento del 2001 la popolazione di Jalali assommava a 17.451 persone, delle quali 9.407 maschi e 8.044 femmine. I bambini di età inferiore o uguale ai sei anni assommavano a 3.176, dei quali 1.605 maschi e 1.571 femmine. Infine, coloro che erano in grado di saper almeno leggere e scrivere erano 6.737, dei quali 4.632 maschi e 2.105 femmine.